# Cinéma haïtien
 (mars 2015).
Si vous disposez d'ouvrages ou d'articles de référence ou si vous connaissez des sites web de qualité traitant du thème abordé ici, merci de compléter l'article en donnant les références utiles à sa vérifiabilité et en les liant à la section « Notes et références ».
 (mars 2015).
Cet article décrit le cinéma haïtien.
L'historiographie haïtienne sur le cinéma est très limitée. On ne connaît qu'un numéro double de la revue de l'Institut Français d'Haïti « Conjonction », sorti en 1983, consacré au cinéma, un livre d'Arnold Antonin, paru au cours de la même année à Caracas (Venezuela), intitulé « Matériel pour une préhistoire du cinéma haïtien » et un article du même auteur dans le livre de Guy Hennebelle et d'Alfonso Gumucio Dagrón, paru en 1981 sous le titre de Cinéma de l’Amérique latine. D'ailleurs, bon nombre d’informations publiées dans « Conjonction » proviennent de cet article. Les auteurs ont révélé par la suite qu’ils n’avaient pas pris le risque de citer Arnold Antonin dans leur bibliographie en raison de la répression de la dictature des Duvalier.
Le cinématographe fait son apparition en Haïti pratiquement en même temps que dans les autres pays du monde. Le 6 décembre 1896, un représentant du cinématographe Lumière, Joseph Filippi, de passage sur l'île, effectue la première projection publique au Cercle de Port-au-Prince. Le lendemain, il filme un incendie à Port-au-Prince. 
On dispose encore, dans les archives américaines de la Bibliothèque du Congrès de Washington, de nombreuses séquences sur la période de l'occupation américaine de 1915-1934, représentant les actions des marines et les cérémonies officielles.
On peut retrouver encore des images tournées en Haïti sur les soins de santé, l'agriculture ou des scènes de la vie sociale, dont le carnaval est le moment privilégié, dans les archives de la Bibliothèque du Congrès ou de Pathé-Ciné.
Les premières projections en continu, après le passage du représentant des frères Lumière, ont lieu à partir de 1907 au Grand Hôtel de Pétionville, puis au Parisiana, situé au Champ-de-Mars de Port-au-Prince, à partir de 1914. Le Parisiana a été la première grande salle de cinéma et de théâtre (environ 500 places) qui a existé dans le pays.
En 1933, le Ciné Eden ouvre ses portes au Cap-Haïtien. L'année suivante, c'est le tour du Paramount à Port-au-Prince, et en 1935 celui du Rex Théâtre.
Ricardo Widmaïer, pionnier de la radio l'a été aussi pour le cinéma. C'est lui qui assure au début des années 1950 la réalisation et la projection au Ciné Paramount des actualités filmées. Il a son propre laboratoire à Port-au-Prince où il développe, en noir et blanc et en couleurs, ses films tournés en 16 mm. Il produit avec Edouard Guilbaud Moi, je suis belle. Jean Dominique, auteur du commentaire, prête également sa voix à la narration. Le son est assuré par Herby Widmaïer qui n'a alors que 15 ans.
Bien qu'il n'y ait pas de recherches systématiques et donc d'informations précises et documentées à ce sujet, plusieurs reportages ont été filmés sur des sujets variés (ciné-variétés) jusqu'à la prise du pouvoir par François Duvalier en 1957. Emmanuel et Edouard Guilbaud réalisent de nombreux reportages sur les évènements politiques et sportifs jugés les plus importants, très souvent sous la direction de Ricardo Widmaïer.

## Le cinéma vu par les Haïtiens
Si la production cinématographique locale est pratiquement inexistante, les Haïtiens cependant vont au cinéma. Dans les années 1960, les spectateurs avaient encore le choix entre des films produits par des réalisateurs italiens et français. Mais au fur et à mesure, malgré des représentations offertes sporadiquement par l'Institut Français, le cinéma hollywoodien a progressivement envahi les écrans. Pendant tout le régime Duvalier, une stricte surveillance est exercée sur les films projetés de peur qu'ils ne véhiculent des idées « subversives ». Par exemple, La fièvre monte à El Pao, de Luis Buñuel, a été vite enlevé des salles. À cette époque, les westerns et les films inspirés des arts martiaux chinois représentaient le plus souvent les seuls choix offerts au public.
Dans les années 1980, le groupe Maxence Elisée apparaît sur le marché haïtien du cinéma. Cette corporation antillaise a permis au public haïtien d'avoir accès aux films à succès réalisés en France et aux versions françaises des films américains.
Aujourd'hui, ce groupe, devenu Loisirs S.A., domine la distribution et l’exploitation du cinéma en Haïti et possède la plupart des salles de spectacle du pays, notamment les trois plus grandes, l'Impérial (5 salles), le Capitol (4 salles), le Rex Théâtre et le Paramount. C’est grâce à lui qu’on peut voir sur le grand écran actuellement les productions haïtiennes, fictions et documentaires aussi.
Le sort des haïtiens qui veulent voir du cinéma sur le petit écran n’est pas réjouissant. Bien que le pays vive encore à l'heure de la radio (194 stations à travers le pays), beaucoup de nouvelles chaînes de télévisions (18 au total) ont fait leur apparition, soit sept dans la capitale et onze en province. La production locale étant inexistante, ces « télévisions» ne font que relayer, soit en direct, soit en différé, des programmes captés, à partir d'antennes paraboliques, des chaînes américaines ou canadiennes, qui déversent généralement en anglais toutes sortes d'images en provenance du « Premier monde ». Quant à la télévision d’État, elle diffuse essentiellement des programmes de propagande.

## Les films haïtiens

### Les principaux réalisateurs
- Arnold Antonin (1942-) : Albert Mangonès, l’espace public (2003), Art naïf et répression en Haïti (1976) ; GNB contre Attila ou une autre Haiti est-elle possible? (2004), Piwouli et le Zenglendo (2002).
- Raoul Peck (1953-) : Chère Catherine (1997), Corps plongés (1998), Le Profit et rien d'autre (2001), Le Silence des chiens (1994), L'Homme sur le quai (1993).
- Réginald Lubin[1] : Pouki se mwen (1995), La Peur d'aimer (2001).
- Jean-Gardy Bien-Aimé[2] : Cicatrices (1999), L'enquête se poursuit (1991), Millionaire par erreur (2002), Le Père de mon fils (1998).

- Valéry Numa : Chili à tout prix (2018), Destination Brésil[Quand ?], Vocation (2005).

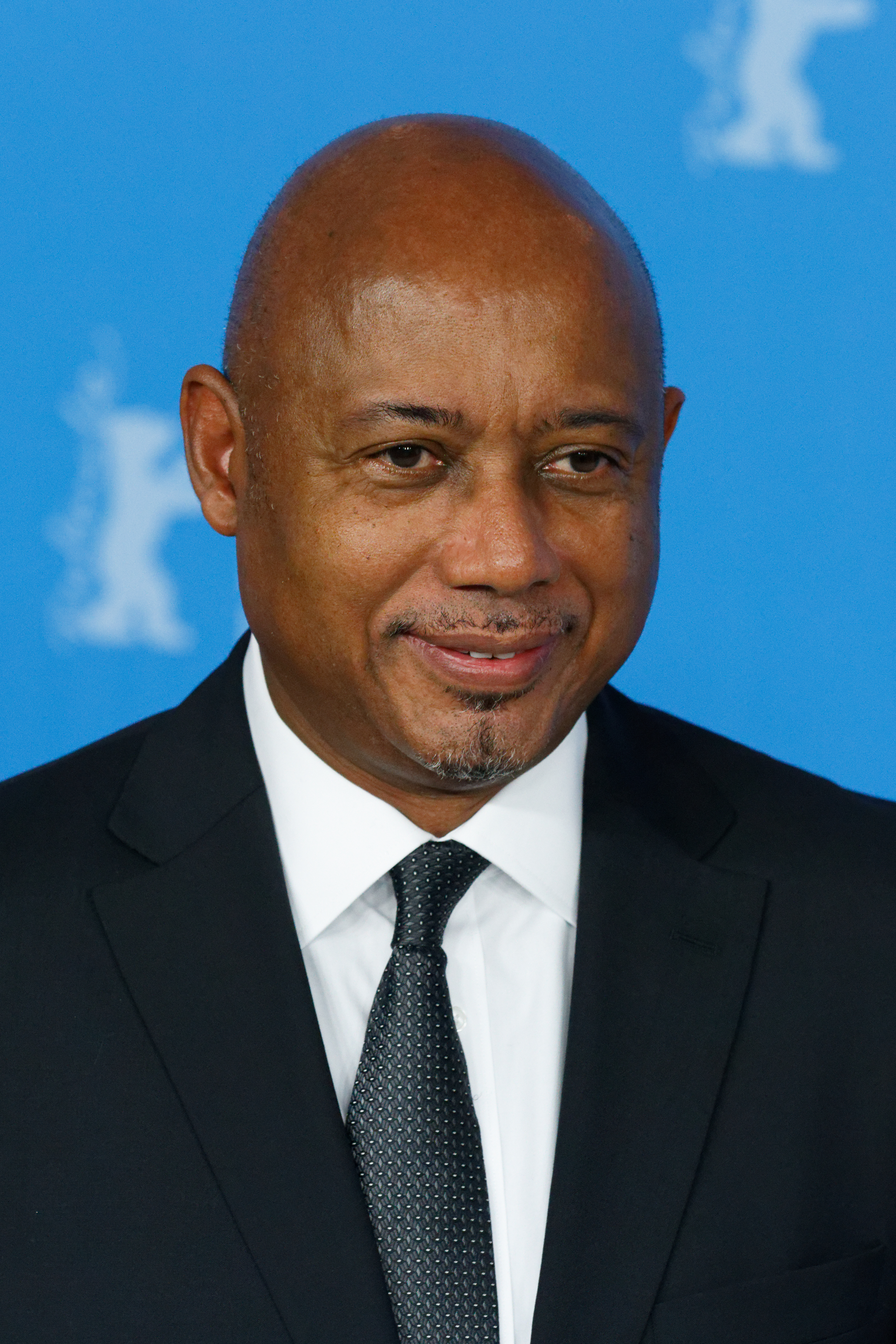
Raoul Peck

### Le cinéma de l'intérieur
Pendant la dictature des Duvalier, la production d'images filmées a été d'une extrême pauvreté à l'intérieur du pays. Vu les contraintes techniques et financières de la production cinématographique, il n'est pas étonnant que dans un pays où tous les indicateurs socio-économiques marchent à rebours, les cinéastes, à de rares exceptions près, n'arrivaient pas à réaliser des films.
C'est ainsi que se produisent, en tout et pour tout, pendant les 28 ans de la dictature des Duvalier, seulement trois films : un moyen métrage, Map palé nèt, réalisé en 1976 par Raphaël Stines, version
créole de la pièce de Jean Cocteau, Le bel indifférent ; Olivia, long métrage réalisé en 1977 par Bob Lemoine. Celui-ci tente la réalisation d'un autre film qui ne sera jamais montré. En 1980, Rassoul Labuchin réalise Anita, qui a connu un grand succès, grâce à la diffusion qu'en a fait le Ciné-Club « Point-de-Vue » créé à la même époque mais qui ne dura pas longtemps. Olivia a été tourné en 35 mm et les deux autres en 16 mm.
Après la chute des Duvalier, la production n'a pas été plus abondante, loin de là. Pas un seul film n'a été réalisé, depuis lors, à l'intérieur du pays, à moins de prendre en compte les films sur support vidéo qui représentent plusieurs titres.

### Le cinéma militant et de la diaspora
C’est dans la diaspora qu'apparaît avec vigueur un cinéma de dénonciation et de lutte contre la dictature. D'abord avec les films documentaires d'Arnold Antonin, notamment Les Duvalier sur le banc des accusés (1973, 25 mm, noir et blanc) et Haïti, le chemin de la liberté (1974, long métrage de 120 mm, noir et blanc). Ce film, parrainé par la revue Cahiers du cinéma, lance le cinéma haitien au niveau international et est présenté encore aujourd’hui comme un film culte. Il est ainsi présenté au Festival du cinéma haïtien de Paris en 2001. Arnold Antonin produira d'autres films, comme :
- Les Duvalier condamnés (1975, moyen métrage, 40 min, 16 mm, noir et blanc).
- Art naïf et répression en Haïti (1975, moyen métrage, couleurs).
- Un tonton macoute peut-il être un poète? (1980, moyen métrage, 16 mm, 40 min, couleurs)
- Le Droit à la parole (1981, moyen métrage, 20 mm, 16 mm. couleurs).

Il faut également signaler le documentaire intitulé Canne amère, long métrage réalisé par Paul Arcelin, en 1975 et sorti en 1983 (16mm, couleurs).
Ces films gagnent de nombreux prix et sont projetés dans de nombreux festivals internationaux. 
C'est à la chute des Duvalier qu'apparaît un nouveau cinéma militant. Celui-ci n’est plus fait exclusivement de documentaires mais aussi de films de fiction, comme ceux de Raoul Peck qui réalise, entre autres:
- Haitian Corner (1989, 109 minutes, 16 mm, couleurs, fiction).
- Lumumba, la mort d’un prophète
- L'Homme sur les quais (1992, 105 mm, 35 mm, couleurs, fiction), sélectionné officiellement au Festival de Cannes de 1993.
- Desounen (1994, 52 minutes, 16 mm, couleurs).

Et récemment le film semi-biographique Lumumba de Raoul Peck qui connaît un grand succès en Afrique et aux États-Unis.
D'autres films méritent également d'être mentionnés:
- Ayisyen leve kanpe (1982, court métrage réalisé par Haïti Film. Couleurs, documentaire).
- Nou tout se refijye (1983. court métrage réalisé par Willy Exumé.)
- Se mèt Kò (1990, court métrage, 16 mm, couleurs, réalisé par Patricia Benoit).

Un cinéaste haïtien, Roland Paret, résidant alors au Canada, a réalisé lui aussi de nombreux courts métrages sur des sujets divers. Il faut citer Michèle Lemoine et Elsie Hass à Paris également. La plupart des films sont réalisés par des auteurs d'origine ou de nationalité haïtienne mais sont souvent tournés avec des équipes et des financements étrangers.

### Vidéo et cinéma
La création et la production d'images dans les conditions sociales et économiques d'Haïti semblent pouvoir trouver une issue dans les médias légers et en particulier dans la vidéo. En effet, de nombreux producteurs indépendants, à côté de la télévision, qui continue à produire très peu, réalisent des tournages, en vidéo, de films de fiction ou des documentaires en un nombre qui dépasse nettement la production cinématographique proprement dite.
Arnold Antonin lui-même, depuis son retour en 1986, dans une première période, n’a réalisé que des vidéos institutionnelles ou éducatives, exception faite d'un court métrage sur Port-au-Prince intitulé La troisième guerre mondiale a déjà eu lieu (1996). À partir de 1999, il se lance avec l’équipe du Centre Pétion-Bolivar, dont Oldy Auguste (caméra et montage) et Mathieu Painvier, assistant de production, dans la réalisation d’une série de documentaires, portraits de travailleuses des couches populaires du pays et petits musées personnels de figures emblématiques de l’art haitien comme Tiga, Dieudonné Cédor, Albert Mangonès, André Pierre, Patrick Vilaire, Marithou. À partir d’un texte de Gary Victor, il adapte en film la pièce satirique Piwouli et le zenglendo en 2001. 
De nombreux vidéastes travaillent sur le terrain, soit comme producteurs, soit comme cadreurs, soit comme monteurs. Quelques-uns uns travaillent aussi comme réalisateurs. Il faudrait citer parmi eux des noms comme : Mario Delatour, Jean Fabius, Richard J. Arens, Claude Mancuso, Jean-Pierre Grasset, Richard Sénécal, Rachel Magloire, Patrick Barthélémy, Carl Lafontant, Laurence Magloire, jean-Claude Bourjolly, Camille Moise dit Kharmeliaud etc.
Raynald Delerme et Jean Gardy Bien-Aimé ont produit et réalisé plusieurs longs métrages de fiction vidéo qui ont été projetés dans les salles de cinéma de Port-au-Prince et des principaux chefs-lieux de province avec un succès étonnant. Tout comme plus récemment : Réginald Lubin et Richard Sénécal.
Parmi les films-vidéo réalisés par Raynald Delerme on peut citer :
- Founérailles (1988, réalisé d'après un scénario de Théodore Beaubrun et avec Théodore Beaubrun (Languichatte). PVS/Polycarpe Vidéo Studio)
- Shérico S.A. No 1 (1989)
- Les Gens de bien (1995, réalisé d'après un scénario de Jean-Gardy Bien-Aimé)
- Languichatte au XXe siècle, feuilleton télévisé avec Théodore Beaubrun

De Jean-Gardy Bien-Aimé, on peut citer :
- Le Cap à la une (1993. Arc-en-Ciel Vidéo Production).
- Cicatrices (1997. Arc-en-Ciel Vidéo production).
- Millionnaire par erreur (2003)

De Frédéric Surpris :
- Les gens d'ici
- Chéri, je t'aime (1998)

On peut citer également un film vidéo réalisé par Raphaël Stines, Kraze lanfè, avec un acteur de la farce populaire « Jessifra ». Ce comédien connaît un énorme succès auprès du public pour son imitation de l'accent jugé pittoresque des habitants du Nord du pays. Les vidéos de ses œuvres théâtrales, filmées sans aucun effort de tournage ou de montage, ont un succès inégalable surtout dans la diaspora.
Raphaël Stines a été également le réalisateur d'un feuilleton télévisé intitulé Pè Toma et de Bouqui nan paradi, à partir de la pièce de Fouché. On mentionnera aussi La peur d’aimer de Réginald Lubin et Barricades de Richard Sénécal.

## Caractéristiques de la production cinématographique en Haïti
Il y a une faible préparation technique et artistique dans les milieux de la production et de la réalisation. La plupart des techniciens et des artistes, y compris les acteurs, se forment sur le tas. Ils sont obligés de s'attarder à résoudre des problèmes techniques, faute de formation, au lieu de s'occuper des problèmes de création. Le professionnalisme est donc quasiment absent. Il n'existe pas de préparation dans l'organisation économique de la production en Haïti. Il n'existe pas encore de législation sur le cinéma dans le pays. L'État ne manifeste jusqu'à présent aucun intérêt pour la production cinématographique.
Haïti ne possède ni cinémathèque ni école de cinéma. Aucune subvention n'est prévue à aucun niveau en vue d'appuyer la production d'images. En revanche les réalisateurs sont obligés de payer des espaces pour la diffusion de leurs œuvres à la télévision. Finalement, la critique et les pratiques cinéphiliques sont pratiquement inexistantes; la seule critique se résume à la publicité, à des articulets commandités dans les journaux à la sortie des produits ou à quelques rares articles toujours très descriptifs.

## Les films étrangers sur Haïti
La liste serait bien longue si on devait mentionner également les films étrangers, documentaires et de fiction, inspirés de la réalité haïtienne sur support pellicule ou vidéo réalisés par des cinéastes, des vidéastes ou des chaînes de télévisions sur Haïti. À citer, entre autres le classique The divine horsemen, the living gods of Haiti (1963) de Maya Deyren et Les comédiens (1965) par Peter Glenville (production britannique), d'après le roman de Graham Greene, une fiction qui se déroule dans la ténébreuse Haïti des Duvalier.
Parmi les films de l'Institut Cubain de l'Art et de l'Industrie Cinématographique (ICAIC) :
- Coumbite (1964) réalisé par le Cubain Tomás Gutiérrez Alea, d'après l'œuvre romanesque de Jacques Roumain, Gouverneurs de la rosée. Le Français Maurice Failevic en fera une adaptation également.
- Simparele (1974) de Humberto Solás avec la chanteuse haïtienne Martha Jean-Claude.
- Entre el cielo y la tierra (1979) de Manuel Octavio Gómez, toujours avec Martha Jean-Claude

Les documentaires des Français Jean-Marie Drot et Charles Najmann, ceux des Américains Jonathan Demme et Rudy Stern, Kareen Kramer, du Danois Jurgen Leth, des Canadiens Jean Daniel Laffond, Yves Langlois et Gérard Lechêne. 
Tous des cinéastes étrangers qui, à titre de producteur ou de réalisateur, ont senti la nécessité de revenir plus d'une fois sur la réalité haïtienne.

### Listes et catégories
- (ht) Films A-Z
- (ht) Réalisateurs
- (ht) Acteurs